# Ustawa o Wielkim Berlinie
Ustawa o Wielkim Berlinie − ustawa przyjęta 27 kwietnia 1920 roku głosami USPD i SPD, przy wstrzymujących się przedstawicielach Partii Centrum, na podstawie której od 1 października 1920 roku do Berlina przyłączono 7 miasteczek, 59 gmin wiejskich i 27 osiedli, które podzielono pomiędzy 20 dzielnic. Po wejściu ustawy w życie powierzchnia Berlina wzrosła z 65 km² do 878 km², a populacja osiągnęła liczbę 3,8 mln